# Calanchi, lembi boschivi e praterie di Riena
Calanchi, lembi boschivi e praterie di Riena este o arie protejată (arie specială de conservare — SAC, sit de importanță comunitară — SCI) din Italia întinsă pe o suprafață de 754 ha, integral pe uscat.

## Localizare
Centrul sitului Calanchi, lembi boschivi e praterie di Riena este situat la coordonatele 37°44′29″N 13°32′09″E / 37.741389°N 13.535833°E.

## Înființare
Situl Calanchi, lembi boschivi e praterie di Riena a fost declarat sit de importanță comunitară în septembrie 1995 pentru a proteja 16 specii de animale. Situl a fost protejat și ca arie specială de conservare în decembrie 2015.

## Biodiversitate
Situată în ecoregiunea mediteraneană, aria protejată conține 7 habitate naturale: Păduri de stejar alb estice, Tufărișuri termo-mediteraneene și de pre-deșert, Fânețe de joasă altitudine (Alopecurus pratensis, Sanguisorba officinalis), Galerii și tufărișuri riverane sudice (Nerio-Tamaricetea și Securinegion tinctoriae), Pseudostepă cu ierburi și specii anuale de Thero-Brachypodietea, Galerii de Salix alba și de Populus alba, Păduri de Quercus ilex și Quercus rotundifolia.
La baza desemnării sitului se află mai multe specii protejate de  păsări (16): ciocârlie-de-câmp (Alauda arvensis), Alectoris graeca whitakeri, fâsă-de-câmp (Anthus campestris), ciocârlie-cu-degete-scurte (Calandrella brachydactyla), erete alb (Circus macrourus), dumbrăveancă (Coracias garrulus), prepeliță (Coturnix coturnix), Falco biarmicus, Falco naumanni, sfrânciocul cu frunte neagră (Lanius minor), sfrâncioc cu cap roșu (Lanius senator), ciocârlie de pădure (Lullula arborea), ciocârlie de bărăgan (Melanocorypha calandra), gaia neagră (Milvus migrans), pietrar mediteranean (Oenanthe hispanica), turturică (Streptopelia turtur)
Pe lângă speciile protejate, pe teritoriul sitului au mai fost identificate 39 de specii de plante, 2 specii de mamifere, 7 specii de nevertebrate, 4 specii de reptile.